# Jeździectwo na Letnich Igrzyskach Olimpijskich 2004
Jeździectwo na XXVIII Letnich Igrzysk Olimpijskich w Atenach rozgrywane jest w Markopoulo Olympic Equestrian Centre.

## Ujeżdżenie

### indywidualnie
| Lp. | Państwo   | Zawodnik                                   | Procent (%) |
| --- | --------- | ------------------------------------------ | ----------- |
| 1   | Holandia  | Anky van Grunsven na koniu „Salinero”      | 79,253      |
| 2   | Niemcy    | Ulla Salzgeber na koniu „Rusty”            | 78,833      |
| 3   | Hiszpania | Beatriz Ferrer-Salat na koniu „Beauvalais” | 76,667      |

### drużynowo
| Lp. | Państwo           | Zawodnik | Procent (%) |
| --- | ----------------- | --- | ----------- |
| 1   | Niemcy            | Heike Kemmer na koniu „Bonaparte” Hubertus Schmidt na koniu „Wansuela Suerte” Martin Schaudt na koniu „Weltall” Ulla Salzgeber na koniu „Rusty” | 74,653      |
| 2   | Hiszpania         | Beatriz Ferrer-Salat na koniu „Beauvalais” Juan Antonio Jimenez na koniu „Guizo” Ignacio Rambla na koniu „Oleaje” Rafel Soto na koniu „Invasor” | 72,917      |
| 3   | Stany Zjednoczone | Lisa Wilcox na koniu „Relevant 5" Guenther Seidel na koniu „Aragon” Deborah McDonald na koniu „Brentina” Robert Dover na koniu „Kennedy”        | 71,500      |

## Skoki przez przeszkody

### indywidualnie
| Lp. | Państwo           | Zawodnik                                    | Pkt karne |
| --- | ----------------- | ------------------------------------------- | --------- |
| 1   | Brazylia          | Rodrigo Pessoa na koniu „Baloubet du Rouet” | 8         |
| 2   | Stany Zjednoczone | Chris Kappler na koniu „Royal Kaliber”      | 8         |
| 3   | Niemcy            | Marco Kutscher na koniu „Montender”         | 9         |

### drużynowo
| Lp. | Państwo           | Zawodnik | Pkt karne |
| --- | ----------------- | --- | --------- |
| 1   | Stany Zjednoczone | Peter Wylde na koniu „Fein Cera” Ward McLain na koniu „Sapphire” Chris Kappler na koniu „Royal Kaliber” Beezie Madden na koniu „Authentic”                                                       | 20        |
| 2   | Szwecja           | Peter Eriksson na koniu „Cardento” Peder Frederikson na koniu „Magic Bengtsson” Malin Baryard na koniu „Butterfly Flip” Rolf-Goran Bengtsson na koniu „Mac Kinley”                               | 20        |
| 3   | Niemcy            | Otto Becker na koniu „Dobel’s Cento” Christian Ahlmann na koniu „Cöster” Marco Kutscher na koniu „Montender” ------------------------------------------ DQ: Ludger Beerbaum na koniu „Goldfever” | 21        |

## WKKW

### indywidualnie
| Lp. | Państwo           | Zawodnik                                     | Pkt   |
| --- | ----------------- | -------------------------------------------- | ----- |
| 1   | Wielka Brytania   | Leslie Law na koniu „Shear L’Eau”            | 44,40 |
| 2   | Stany Zjednoczone | Kimberly Severson na koniu „Winsome Adante”  | 45,20 |
| 3   | Wielka Brytania   | Philippa Funnell na koniu „Primmore’s Pride” | 46,60 |

### drużynowo
| Lp. | Państwo           | Zawodnik | Pkt    |
| --- | ----------------- | --- | ------ |
| 1   | Francja           | Arnaud Boiteau na koniu „Expo du Moulin” Cedric Lyard na koniu „Fine Merveille” Didier Courreges na koniu „Debat d’Estruval” Jean Teulere na koniu „Espoire de la mare” Nicolas Touzaint na koniu „Galan de Sauvagere” | 140,40 |
| 2   | Wielka Brytania   | Jeanette Brakewell na koniu „Over To You” Mary King na koniu „King Solomon III” Leslie Law na koniu „Shear l’Eau” Philippa Funell na koniu „Primore’s Pride” William Fox-Pritt na koniu „Tamarillo”                    | 143,00 |
| 3   | Stany Zjednoczone | Julie Richards na koniu „Jacob Two Two” Amy Tryon na koniu „Poggio II” John Williams na koniu „Carrick” Darren Chiacchia na koniu „Windfall 2" Kimberly Severson na koniu „Winsome Adante”                             | 145,60 |